# Rouvray-Saint-Florentin
Rouvray-Saint-Florentin település Franciaországban, Eure-et-Loir megyében. Lakosainak száma 206 fő (2018. január 1.). Rouvray-Saint-Florentin Villars, Villeau, Villeneuve-Saint-Nicolas, Voves és Les Villages Vovéens községekkel határos.

## Népesség
A település népessége az elmúlt években az alábbi módon változott:
| Lakosok száma | 233  | 205  | 171  | 157  | 179  | 196  | 197  | 196  | 208  | 206  |
|               | 1962 | 1968 | 1982 | 1990 | 1999 | 2008 | 2011 | 2013 | 2017 | 2018 |